# Bobby & Max
Bobby & Max ist eine deutsche Hörspielserie von Alexander Gehle und Leslie Wittkowski. Die dazugehörige Buchreihe wird vom Verlag Community Editions veröffentlicht.

## Handlung
Im Mittelpunkt der Serie stehen die Abenteuer von Bobby, dem Schildkrötenjungen, und seinem Kumpel Max. Begleitet werden die beiden meistens von ihren besten Freundinnen Lisa, dem Katzenmädchen, und Fiona, der Sportskanone.
Jedes Abenteuer ist geprägt von einem Mix aus Spannung, Humor und lehrreichen Momenten. Häufig stehen Teamwork und die Bewältigung von Herausforderungen im Fokus der Geschichten.

## Hauptfiguren

### Bobby
Bobby ist ein mutiger, abenteuerlustiger Schildkrötenjunge mit einer goldenen Krone und Hasenschuhen. Er nutzt seinen Panzer als Schutz oder zum Rutschen und zeichnet sich durch seine humorvolle, impulsive und loyale Persönlichkeit aus. Bobby lebt mit seinem besten Freund Max in einem Haus. Ihre Freundschaft ist geprägt von Vertrauen und Abenteuerlust. Zu Lisa pflegt er eine enge, aber verspielte Beziehung und liebt es, Max in ihrer Nähe aufzuziehen. Seine Lieblingsspeise ist Pizza.
Sprecher: Alexander Gehle

### Max
Max ist ein besonnener und entschlossener Abenteurer mit einer roten Kappe als Markenzeichen, einer roten Weste und einem praktischen Rucksack voller nützlicher Gegenstände. Seine ruhige, einfallsreiche und loyale Persönlichkeit macht ihn zum Entscheidungsträger seines Teams. Zu Lisa hegt Max eine schüchterne Zuneigung und bewundert sie still, während er oft versucht, sie zu beeindrucken und zu unterstützen.
Sprecher: Leslie Wittkowski

### Lisa
Lisa ist ein kluges und hilfsbereites Mädchen, das gerne rosa Kleidung trägt und magische Katzenöhrchen besitzt, die ihr den richtigen Weg weisen. Ihre warme Ausstrahlung und optimistische Art machen sie sofort sympathisch, während ihre Kreativität und ihr Einfallsreichtum sie zu einem wichtigen Teil des Teams machen. Lisa wohnt in der Nachbarschaft von Bobby & Max und teilt mit beiden eine enge Freundschaft. Zu Max hat sie eine besondere Verbindung, da sie seine Freundlichkeit und Tapferkeit schätzt, obwohl sie in seiner Nähe oft nervös ist, ohne es zu zeigen. Mit Bobby verbindet sie eine spielerische Freundschaft voller Neckereien.
Sprecherin: Julia Maar

### Fiona
Fiona ist die sportlichste im Team und liebt es Fußball zu spielen. Ihre direkte und spontane Art bringt Spaß und Humor in jedes Abenteuer. Mit Mut und Entschlossenheit steht Fiona ihren Freunden stets zur Seite.
Sprecherin: Laura Bäcker

## Hörspiele
Die Hörspielserie erscheint seit dem 15. Dezember 2023 bei allen bekannten Streamingdiensten (bspw. Spotify, Amazon Music, Apple Music etc.). Die Hörspiele werden von Alexander Gehle und Leslie Wittkowski produziert, den Erfindern der Serie. Die Folgen werden von mehreren Autoren geschrieben.

### Autoren
| Autor             | Jahre     |
| ----------------- | --------- |
| Alexander Gehle   | Seit 2023 |
| Leslie Wittkowski | Seit 2023 |
| Hannah Richter    | Seit 2023 |
| Laura Bäcker      | Seit 2024 |

### Folgenindex
| Folgennummer | Folgentitel                            | Erscheinungsjahr |
| ------------ | -------------------------------------- | ---------------- |
| Folge 1      | Die Reise zum Weihnachtsmann           | 2023             |
| Folge 2      | Das Geheimnis der verschollenen Elytra | 2024             |
| Folge 3      | Das seltsame Haus der 100 Türen        | 2024             |
| Folge 4      | Auf der Suche nach Atlantis            | 2024             |
| Folge 5      | Die Reise nach Amerika                 | 2024             |
| Folge 6      | Der magische Fußballpokal              | 2024             |
| Folge 7      | Agenten auf dem Kreuzfahrtschiff       | 2024             |
| Folge 8      | Der rätselhafte Wüstentempel           | 2024             |
| Folge 9      | Das mysteriöse Drachenei               | 2024             |
| Folge 10     | Das Geheimnis des Schrumpfzaubers      | 2024             |
| Folge 11     | Die gruselige Halloween Nacht          | 2024             |
| Folge 12     | Abenteuer im Geisterzug                | 2024             |
| Folge 13     | Geheime Mission im Weltall             | 2024             |
| Folge 14     | Weihnachten ist in Gefahr              | 2024             |
| Folge 15     | Auf den Spuren des Schneemonsters      | 2024             |
| Folge 16     | Die Welt der Kinder                    | 2024             |
| Folge 17     | Gefangen in der Zeitschleife           | 2024             |
| Folge 18     | Das magische Ritterspiel               | 2025             |
| Folge 19     | Der falsche Superstar                  | 2025             |
| Folge 20     | Die mysteriösen Fragezeichen           | 2025             |
| Folge 21     | Die Nacht im Freizeitpark              | 2025             |
| Folge 22     | Reise in die Vergangenheit             | 2025             |
| Folge 23     | Gefangen in der Traumwelt              | 2025             |
| Folge 24     | Gefahr im Fußballcamp                  | 2025             |
| Folge 25     | Die Spur der Pizza-Mafia               | 2025             |
| Folge 26     | Geheimnis der Pyramiden                | 2025             |
| Folge 27     | Der goldene Zauberstab                 | 2025             |
| Folge 28     | Der rätselhafte Schulplaner            | 2025             |
| Folge 29     | Spuk im Geisterhotel                   | 2025             |
| Folge 30     | Die Spur des Piraten                   | 2025             |
| Folge 31     | Angriff der Roboter                    | 2025             |
| Folge 32     | Wettrennen um die Welt                 | 2025             |
| Folge 33     | In den Fängen des Drachen              | 2025             |
| Folge 34     | Der Mythos des Eisengolem              | 2025             |
| Folge 35     | Countdown der Diebe                    | 2025             |
| Folge 36     | Gefangen auf dem Mond                  | 2025             |
| Folge 37     | Die Insel der Skelette                 | 2025             |
| Folge 38     | Plötzlich Superheld                    | 2025             |

## Bücher
Der erste Roman basierend auf der Bobby & Max Hörspielserie erschien am 31. Mai 2025 im Community Editions Verlag. Die Idee der Geschichte stammt von den Erfindern der Serie: Alexander Gehle und Leslie Wittkowski und wird erzählt von Hannah Richter.
| Buchtitel                                    | Genre       | Erscheinungsjahr |
| -------------------------------------------- | ----------- | ---------------- |
| Bobby & Max: Schulplaner 2025/2026           | Schulplaner | 2025             |
| Bobby & Max: Der Schatz von Kapitän Goldzahn | Roman       | 2025             |

### Der Schatz von Kapitän Goldzahn
Beim Besuch eines Piratenmuseums erzählt ihnen Eddi der Museumsbesitzer von einem lang verschollenen Schatz – und gibt damit den Startschuss zu einem großen Abenteuer! Begleite Bobby, Max und Lisa auf ihrer Suche nach dem legendären Schatz von Kapitän Goldzahn. Dabei begegnen sie kniffligen Rätseln und einem mysteriösen Piratenpärchen, aber gewinnen auch neue Freunde.

## Musik
Neben den Hörspielen erschienen regelmäßig neue Songs von Bobby & Max.
| Songtitel         | Erscheinungsjahr |
| ----------------- | ---------------- |
| Gemeinsam stark   | 2024             |
| Fußball Profis    | 2024             |
| Spooky! Spooky!   | 2024             |
| Mein Lied an Lisa | 2024             |
| Krone für Max     | 2024             |
| Danke Freunde     | 2024             |
| Unsere Abenteuer  | 2025             |

## YouTube
Auf dem YouTube-Kanal Bobby & Max werden regelmäßig Minecraft-Gamingvideos veröffentlicht. Die beiden Charaktere Bobby & Max erzählen auch hier spannende Geschichten in Form von Mythen und Mysterien, die aber nicht in der Hörspiel- und Buchwelt von Bobby & Max spielen. Der Fokus liegt hier auf dem Computerspiel Minecraft.